# リチャード・D・ザナック
リチャード・ダリル・ザナック（英語: Richard Darryl Zanuck、1934年12月13日 - 2012年7月13日）は、アメリカ合衆国の映画プロデューサー。カリフォルニア州ロサンゼルス出身。『ジョーズ』、『スティング』、『評決』は、デイヴィッド・ブラウンとコンビ（ザナック＆ブラウン）で世界的名声を得た。

## 来歴
20世紀フォックスのトップであったダリル・F・ザナックの息子。スタンフォード大学在学中から映画製作に携わるようになった。
1969年に女優のリンダ・ハリソンと結婚し、2人の子供が生まれているが、1978年に離婚した。
1990年、アービング・G・タルバーグ賞（アカデミー賞）を受賞。
2012年7月13日、心臓発作のためにカリフォルニア州ロサンゼルスの自宅で死去。77歳没。

## プロデュース作品
- 強迫/ロープ殺人事件 Compulsion (1959)
- サウンド・オブ・ミュージック The Sound of Music （1965）
- アイガー・サンクション The Eiger Sanction （1975）
- ジョーズ Jaws （1975）
- ジョーズ2 Jaws 2 （1978）
- アイランド The Island （1980）
- ネイバーズ Neighbors （1981）
- 評決 The Verdict （1982）
- ターゲット Target （1985）
- コクーン Cocoon （1985）
- コクーン2/遥かなる地球 Cocoon: The Return （1988）
- ドライビング Miss デイジー Driving Miss Daisy （1989）
- RUSH ラッシュ Rush （1991）
- リッチ・イン・ラブ 'Rich in Love （1992）
- ワイルド・ビル Wild Bill （1995）
- 狼たちの街 Mulholland Falls （1996）
- チェーン・リアクション Chain Reaction （1996）
- ディープ・インパクト Deep Impact （1998）
- トゥルー・クライム True Crime （1999）
- 英雄の条件 Rules of Engagement （2000）
- PLANET OF THE APES/猿の惑星 Planet of the Apes （2001）
- サラマンダー Reign of Fire （2002）
- ロード・トゥ・パーディション Road to Perdition （2002）
- ビッグ・フィッシュ Big Fish （2003）
- チャーリーとチョコレート工場 Charlie and the Chocolate Factory （2005）
- スウィーニー・トッド フリート街の悪魔の理髪師 Sweeney Todd: The Demon Barber of Fleet Street （2007）
- アリス・イン・ワンダーランド Alice in Wonderland (2010)
- ダーク・シャドウ Dark Shadows (2012)